# Philip Geipel
Philip Geipel (ur. 9 grudnia 1986 roku w Zwickau) – niemiecki kierowca wyścigowy.

## Kariera
Geipel rozpoczął karierę w międzynarodowych wyścigach samochodowych w 2004 roku od startów w Toyota Yaris Cup Germany. Z dorobkiem 111 punktów uplasował się tam na dziewiątej pozycji w klasyfikacji generalnej. W późniejszych latach Niemiec pojawiał się także w stawce ADAC Procar, European Touring Car Cup, World Touring Car Championship, ADAC GT Masters oraz FIA GT3 European Championship.
W World Touring Car Championship Niemiec startował w latach 2006-2007 i 2009. Nigdy jednak nie zdobywał punktów. Podczas pierwszego wyścigu niemieckiej rundy w sezonie 2009 uplasował się na trzynastej pozycji, co było jego najlepszym wynikiem w mistrzostwach.